# Allerton Garden
Allerton Garden de 50 hectáreas (125 acres) de extensión, también conocido como Lawai-kai, es un jardín botánico ubicado en la costa sur de la isla Kauai, Hawái. 
En la actualidad es uno de los cinco jardines botánicos pertenecientes a la organización sin ánimo de lucro National Tropical Botanical Garden.
Se encuentra abierto al público diariamente excepto los domingos.

## Localización
El jardín se encuentra situado en "Lāwaʻi Bay", en un valle creado por el curso de la corriente del arroyo Lāwaʻi, se encuentra asentado en tierras que los antiguos hawaianos utilizaban para el cultivo del taro y estanques como piscifactorías. 
Allerton Garden, Lāwaʻi Bay, Kauai county, Kauai island, Hawái HI 96713 United States of America-Estados Unidos de América.
Se cobra una tarifa por entrar, y es necesaria una reserva.

## Historia
La reina Emma de Hawái residió en este valle por un periodo corto, y una casa modesta que aquí se encontraba y que quizás fue su residencia, se ha trasladado al valle y se ha renovado posteriormente. 
El valle entero, incluyendo el ahora adyacente  jardín de McBryde, fue comprado por la familia de McBryde a finales de 1800 para una plantación de caña de azúcar.
En 1938 Roberto Allerton y su hijo adoptado John Gregg Allerton compró una porción relativamente pequeña de esta plantación para su acondicionamiento como un hogar y jardín del placer. 
Los jardines se convirtieron en una parte de National Tropical Botanical Garden entre 1963 a 1964, poco antes de la muerte de Robert Allerton en 1964.

## Colecciones
El jardín alberga la casa de los Allerton, situada en un prado al que dan su sombra numerosas palmeras, además de los jardines aledaños:
- Jardín de Bambús - un denso matojo de bambús de tronco amarillo.

- Jardín de flores para cortar - flores ornamentales para ser cortadas.

- Fuente de Diana - Estatua de la diosa Diana, con una piscina y un pabellón.

- Fuente de la sirena - Dos sirenas pequeñas en bronce en un jardín muy cuidado, enlazado mediante un camino de agua ( de 126 pies de longitud ) donde el agua produce pulsaciones de ondas que fluyen pendiente abajo.

- Higueras de Moreton Bay - Plantadas en la década de 1940, y que aparecen en la película Parque Jurásico.

- Cámara de acción de gracias - piscina con reflejos, casa de verano, estatuas italianas de bronce.

- Tres estanques - una serie de estanques, con cascadas de conchas de  Vieiras, en el interior del jardín.

- Huerto de frutas tropicales - Unos 75 árboles plantados como un jardín victoriano, entre los que se incluyen acerola, lichis, mangos, granadas, pomelos, y fruta estrellas.

Algunos detalles del "Allerton Garden".

Detalles
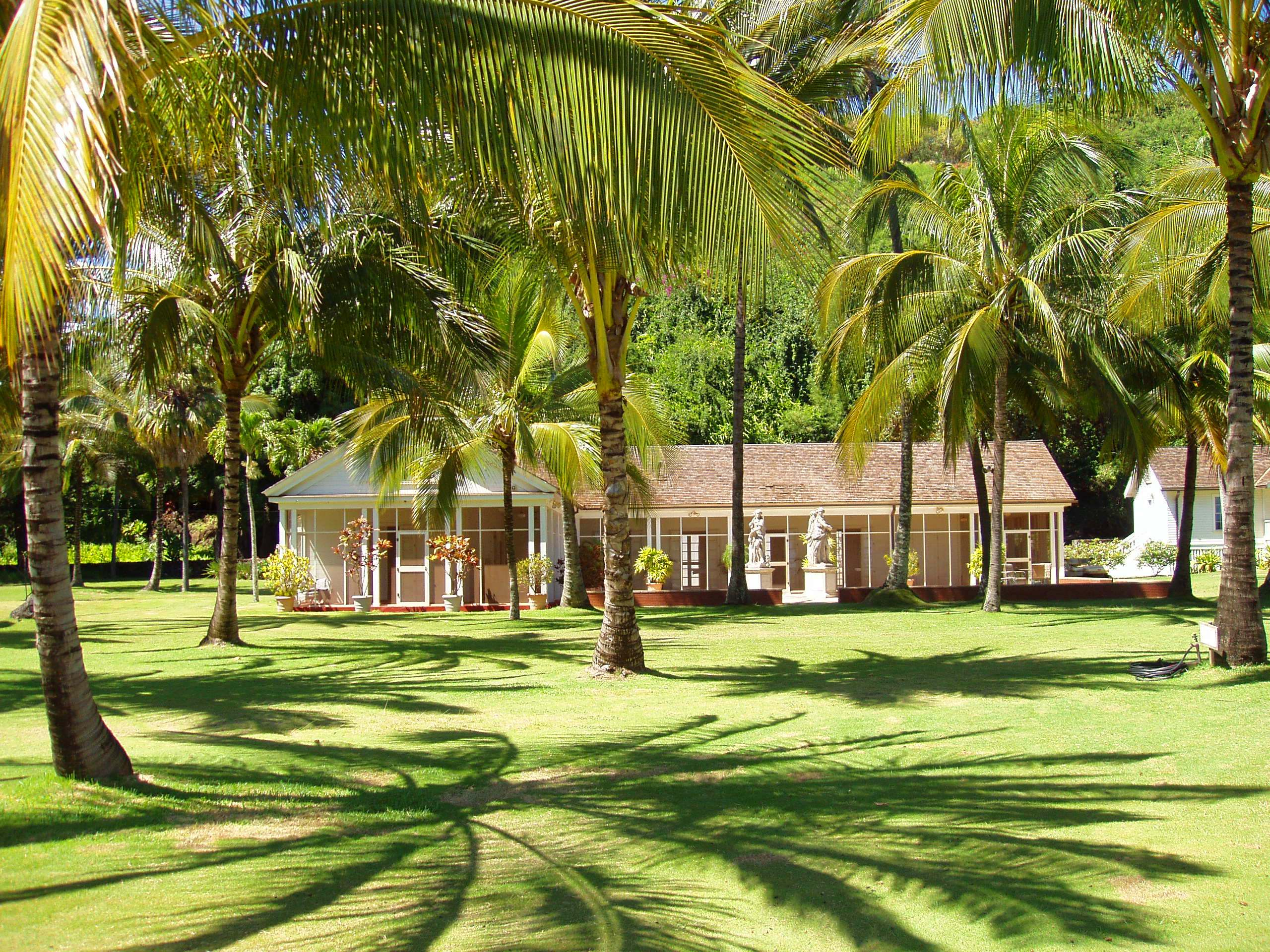
La "Allerton house".
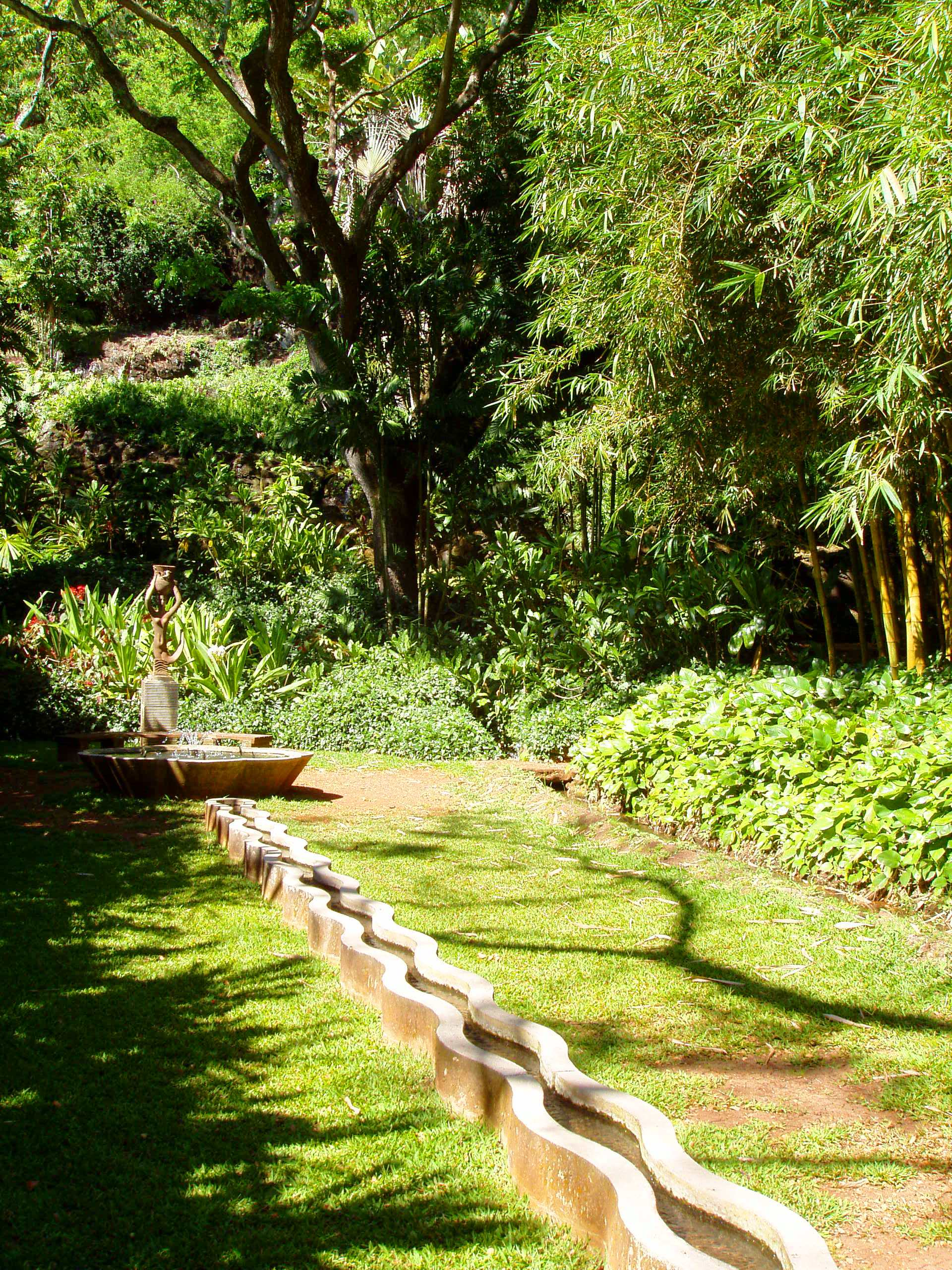
Fuente de la sirena.
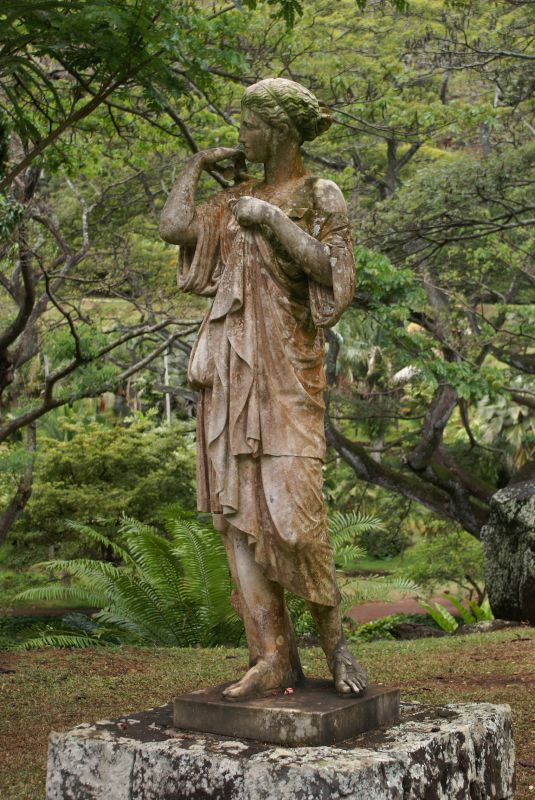
Estatua de Diana.
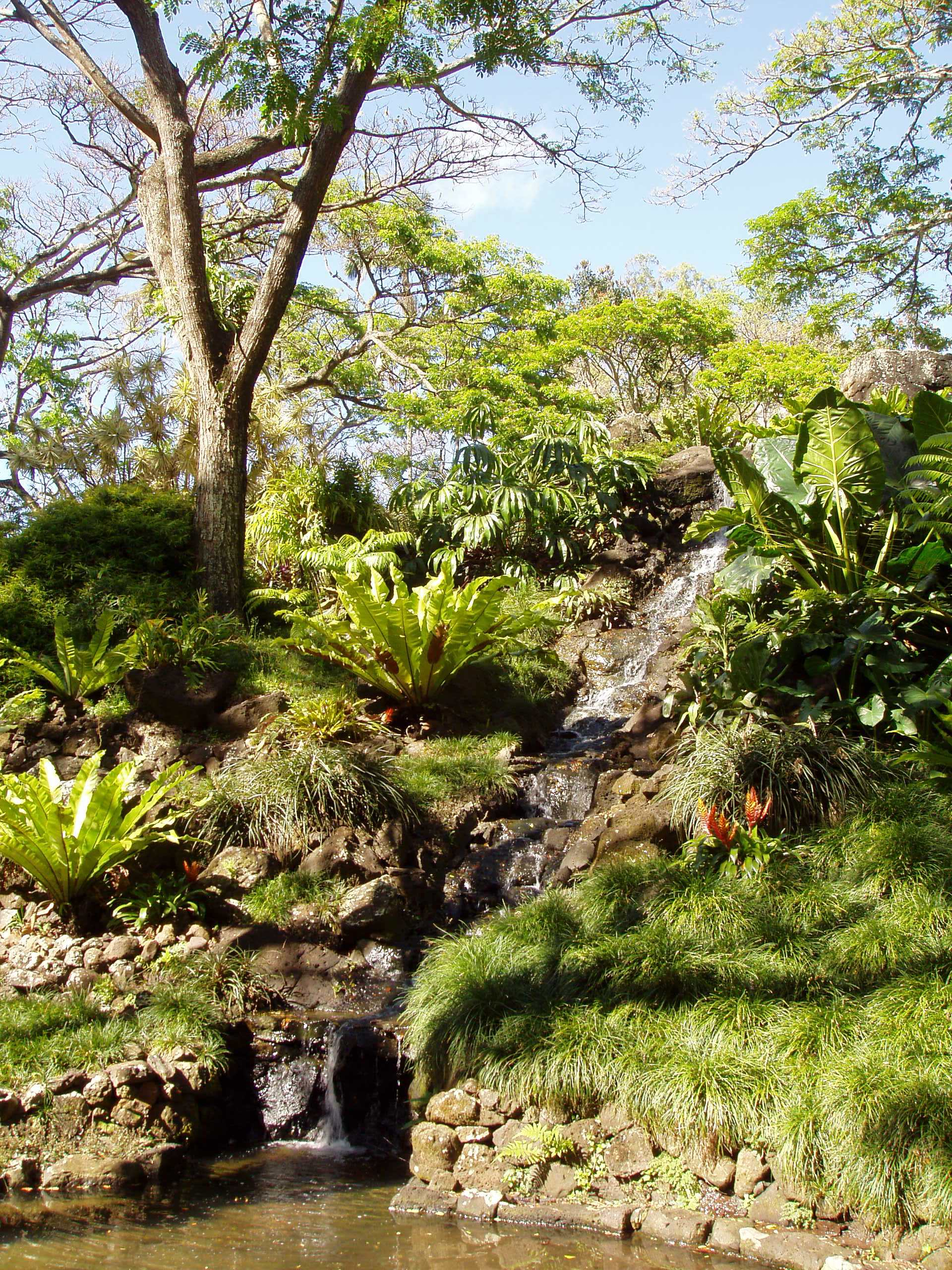
Arroyo en "Allerton Garden".
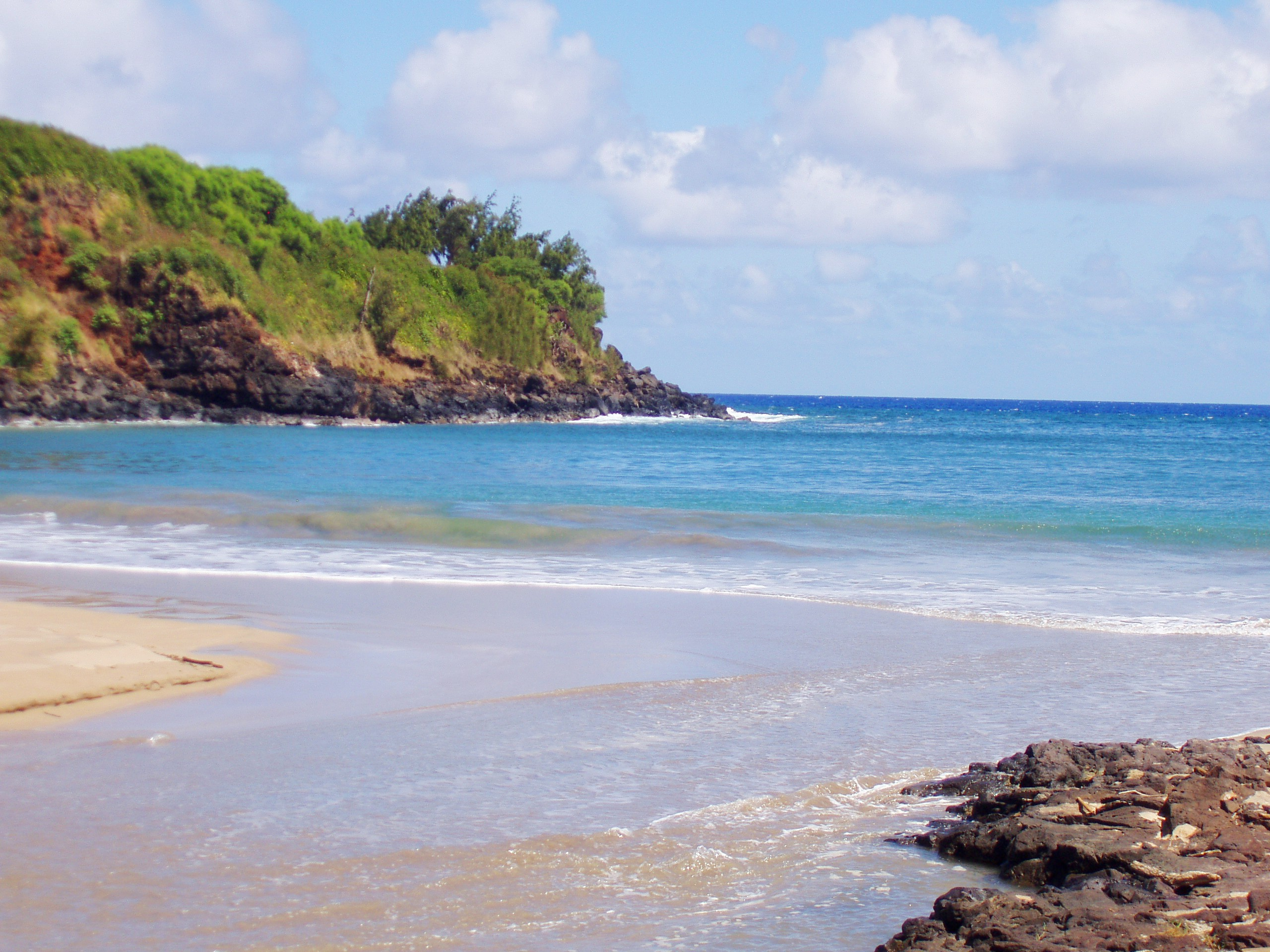
La bahía Lawai.

## Películas y TV
Estos pintorescos paisajes han servido de marco en gran número de películas y de programas de TV, incluyendo el musical de South Pacific,  Parque Jurásico y Magnum P.I..